# Spiagge di Formentera
|    | Nome (tra parentesi l'eventuale nome alternativo)                    | Tipo di spiaggia | Accessibilità per disabili | Lunghezza x Larghezza (m) | Affollamento | Localizzazione                                      | Fonte           | Immagini |
| -- | -------------------------------------------------------------------- | ---------------- | -------------------------- | ------------------------- | ------------ | --------------------------------------------------- | --------------- | -------- |
| 1  | Cavall d'en Borràs (Cala d'en Borràs)                                | Sabbia           | SI                         | 500 x 35                  | Alto         | Formentera 38°44′31″N 1°25′50″E                     | scheda spiaggia |          |
| 2  | Ses Illetes                                                          | Sabbia           | SI                         | 450 x 60                  | Alto         | Formentera 38°45′05″N 1°26′00″E                     | scheda spiaggia |          |
| 3  | Pas d'en Adolf (des Trucadors, Es Pas, Pas de s'Espalmador)          | Sabbia           | NO                         | 700 x 30                  | Alto         | Formentera Pernisola Trucador 38°45′26″N 1°26′06″E  | scheda spiaggia |          |
| 4  | Racó de s'Alga (Platja de s'Alga)                                    | Sabbia           | SI                         | 1000 x 90                 | Alto         | Formentera Espalmador 38°46′48″N 1°25′45″E          | scheda spiaggia |          |
| 5  | Llevant                                                              | Sabbia           | NO                         | 1450 x 90                 | Alto         | Formentera Pernisola Trucador 38°44′48″N 1°26′20″E  | scheda spiaggia |          |
| 6  | Sa Roqueta                                                           | Sabbia           | NO                         | 560 x 20                  | Medio        | Formentera 38°43′57″N 1°26′48″E                     | scheda spiaggia |          |
| 7  | Ses Canyes                                                           | Sabbia           | NO                         | 85 x 12                   | Basso        | Formentera 38°43′49″N 1°27′01″E                     | scheda spiaggia |          |
| 8  | Es Pujols                                                            | Sabbia           | SI                         | 690 x 25                  | Alto         | Formentera Es Pujol 38°43′44″N 1°27′19″E            | scheda spiaggia |          |
| 9  | Cala en Baster                                                       | Roccia           | NO                         | 150 x 20                  | Basso        | Formentera 38°42′08″N 1°28′40″E                     | scheda spiaggia |          |
| 10 | Costa des Carnatge (Platja de Tramuntana)                            | Roccia           | NO                         | 2000 x 30                 | Basso        | Formentera 38°41′32″N 1°29′24″E                     | scheda spiaggia |          |
| 11 | Ses Platgetes (Es Caló, Es Caló de Sant Agustí)                      | Sabbia           | NO                         | 100 x 30                  | Medio        | Formentera Caló de Sant Agustí 38°40′43″N 1°30′49″E | scheda spiaggia |          |
| 12 | Caló des Mort                                                        | Sabbia           | NO                         | 100 x 300                 | Medio        | Formentera 38°39′35″N 1°31′03″E                     | scheda spiaggia |          |
| 13 | Es Arenals                                                           | Sabbia           | SI                         | 3000 x 60                 | Alto         | Formentera Platja de Migjorn 38°40′09″N 1°30′18″E   | scheda spiaggia |          |
| 14 | Migjorn (Es Mal Pas, Ca Marí, Còdol Foradat, Es Arenals, Es Copinar) | Sabbia           | SI                         | 3500 x 40                 | Medio        | Formentera 38°40′58″N 1°28′26″E                     | scheda spiaggia |          |
| 15 | Cala Saona                                                           | Sabbia           | NO                         | 140 x 120                 | Alto         | Formentera 38°41′35″N 1°23′21″E                     | scheda spiaggia |          |
| 16 | Estany d'es peix                                                     | Sabbia           | NO                         | 1000 x 10                 | Medio        | Formentera 38°43′34″N 1°24′47″E                     | scheda spiaggia |          |